# L'Anarchie chez Guignol
L'Anarchie chez Guignol je francouzský němý film z roku 1906. Režisérem je Georges Méliès (1861–1938). Film se nedochoval celý.

## Děj
Film zachycuje děti, jak sledují loutkové představení. Loutkaři ve svém nadšení nechají loutky vypadnout na podlahu, kde se promění na malé trpaslíky, ze kterých vyrostou normální lidé. V tu chvíli je manažer představení bombardován publikem ovocem.